# NGC 3840
NGC 3840 é uma galáxia espiral (Sa) localizada na direcção da constelação de Leo. Possui uma declinação de +20° 04' 37" e uma ascensão recta de 11 horas, 43 minutos e 59,0 segundos.
A galáxia NGC 3840 foi descoberta em 8 de Maio de 1864 por Heinrich Louis d'Arrest.